# William S. Holman

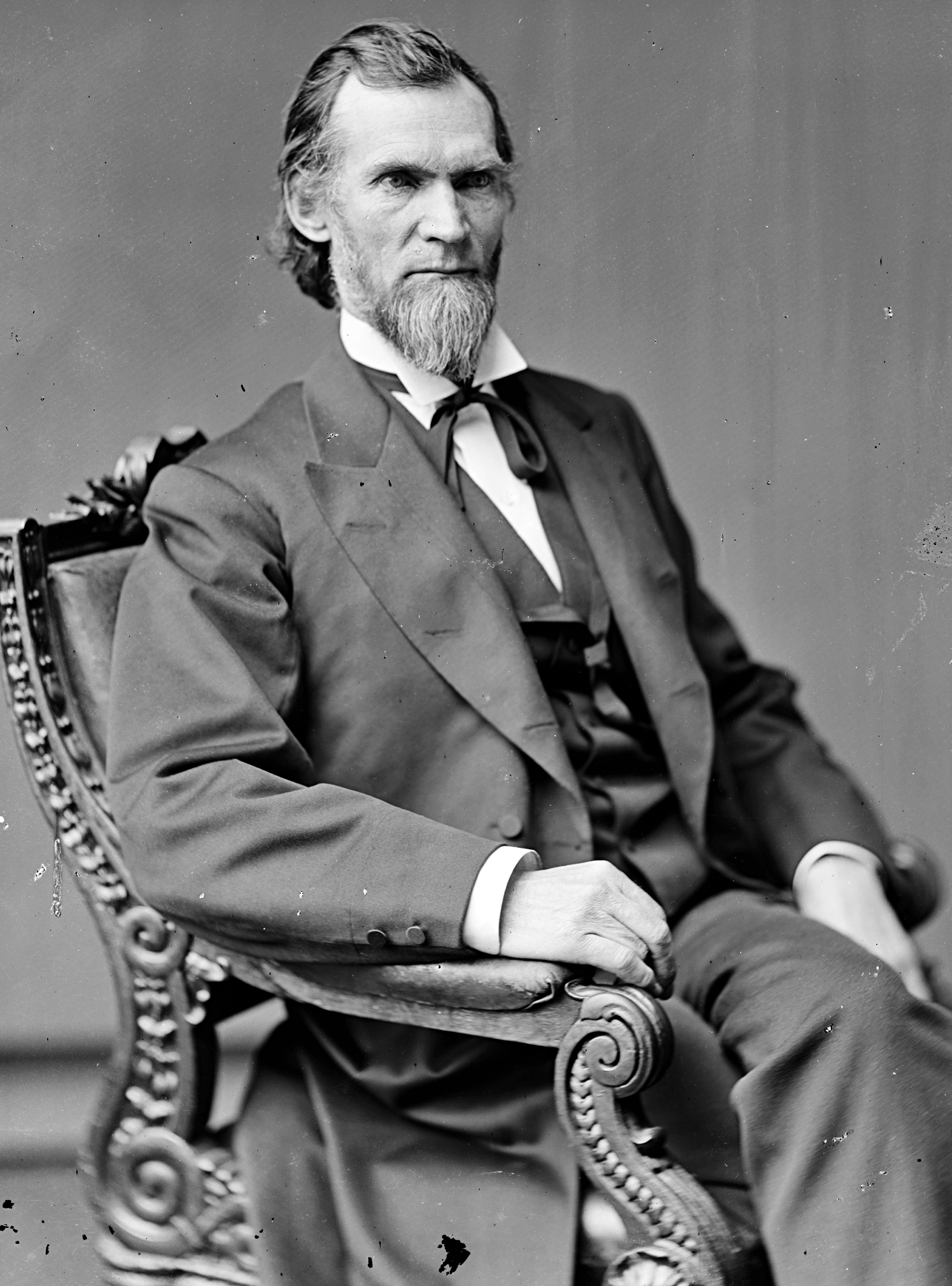
William S. Holman

William Steele Holman (* 6. September 1822 bei Aurora, Dearborn County, Indiana; † 22. April 1897 in Washington, D.C.) war ein US-amerikanischer Politiker. Zwischen 1859 und 1897 vertrat er mehrfach den Bundesstaat Indiana im US-Repräsentantenhaus.

## Werdegang
William Holman besuchte die öffentlichen Schulen seiner Heimat und das Franklin College. Danach war er für einige Jahre selbst als Lehrer tätig. Nach einem anschließenden Jurastudium und seiner Zulassung als Rechtsanwalt begann er in diesem Beruf zu praktizieren. Von 1843 bis 1846 war er Richter an einem Nachlassgericht; in den Jahren 1847 bis 1849 arbeitete er als Staatsanwalt. Danach war er bis 1856 Richter am Court of Common Pleas von Indiana. In den folgenden Jahrzehnten war Holman als Mitglied der Demokratischen Partei vor allem in der Politik engagiert. Bereits im Jahr 1850 war er Delegierter auf einer Versammlung zur Überarbeitung der Verfassung von Indiana; von 1851 bis 1852 saß er als Abgeordneter im Repräsentantenhaus dieses Staates.
Bei den Kongresswahlen des Jahres 1858 wurde Holman im vierten Wahlbezirk von Indiana in das US-Repräsentantenhaus in Washington gewählt, wo er am 4. März 1859 die Nachfolge von James B. Foley antrat. Nach zwei Wiederwahlen konnte er bis zum 3. März 1865 drei Legislaturperioden im Kongress absolvieren. Diese waren seit 1861 von den Ereignissen des Bürgerkrieges geprägt. Im Jahr 1864 verzichtete Holman auf eine Kandidatur. Zwei Jahre später wurde er erneut im vierten Distrikt in den Kongress gewählt, wo er am 4. März 1867 John Hanson Farquhar ablöste, der 1865 sein Nachfolger geworden war. Nach vier Wiederwahlen konnte er bis zum 3. März 1877 fünf weitere Legislaturperioden im Kongress verbringen. Seit 1869 vertrat er dort als Nachfolger von Morton C. Hunter den dritten Wahlbezirk seines Staates. In den Jahren 1867 und 1868 erlebte Holman als Kongressabgeordneter den Konflikt zwischen Präsident Andrew Johnson und der Republikanischen Partei, der in einem knapp im US-Senat gescheiterten Amtsenthebungsverfahren gegen den Präsidenten gipfelte.
Von 1876 bis 1877 war William Holman Vorsitzender des Bewilligungsausschusses. In der gleichen Legislaturperiode leitete er auch den Ausschuss für öffentliche Liegenschaften. Im Jahr 1878 kandidierte Holman nicht für den Kongress. Bei den Wahlen des Jahres 1880 wurde er dann wieder im vierten Distrikt in das US-Repräsentantenhaus gewählt. Zwischen dem 4. März 1881 und dem 3. März 1895 absolvierte Holman sieben weitere Legislaturperioden im US-Repräsentantenhaus. In den Jahren 1887 bis 1889 leitete er noch einmal den Ausschuss für öffentliche Liegenschaften. Von 1891 bis 1893 war er als Nachfolger von Joseph Gurney Cannon erneut Vorsitzender des Bewilligungsausschusses; danach leitete er bis 1895 den Indianerausschuss.
1896 wurde Holman nicht bestätigt. Ein Jahr später wurde er, wieder im vierten Bezirk von Indiana, ein letztes Mal in den Kongress gewählt. Seine neue Legislaturperiode begann am 4. März 1897. Nur wenige Wochen später starb William Holman in der Bundeshauptstadt Washington.